# Schwarze Bengalenziege

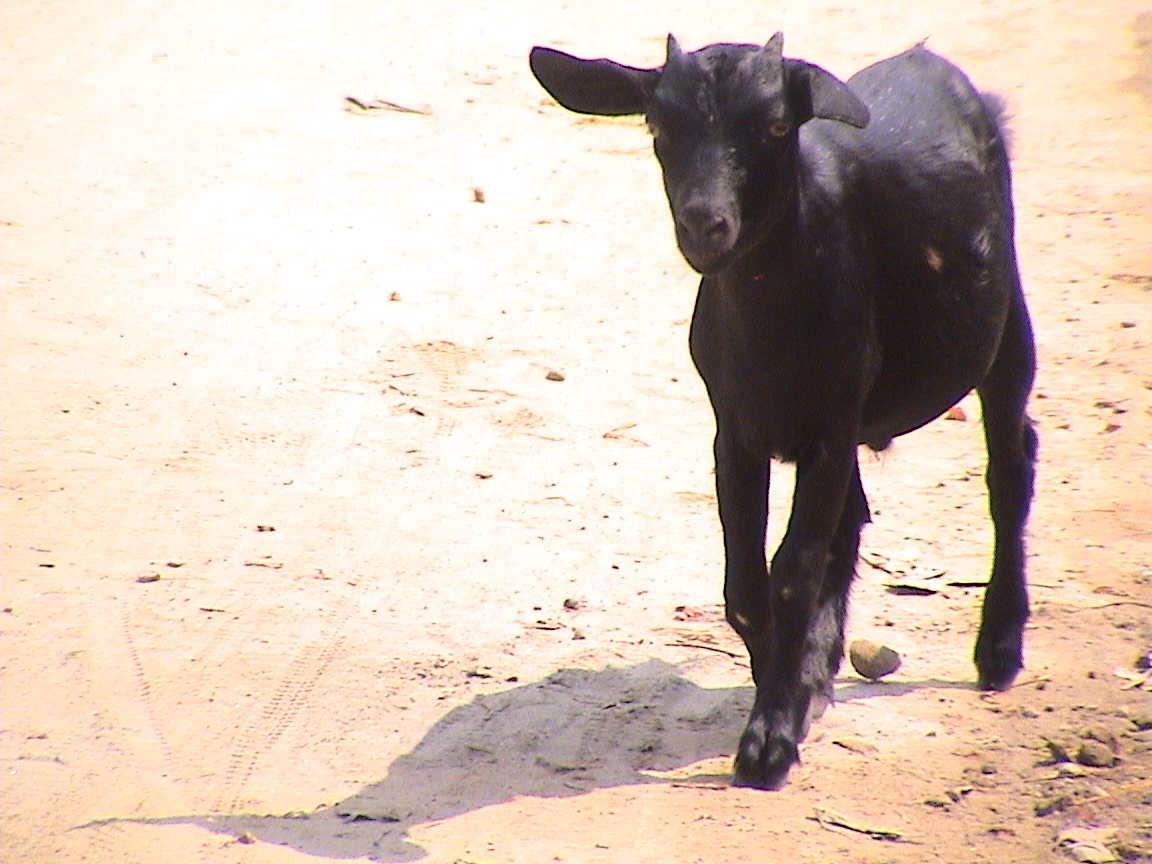
Schwarze Bengalenziege

Die Schwarze Bengalenziege (englisch: Black Bengal, Black Bengal Goat  oder Bangladesh Dwarf) ist eine kleinbleibende, aber schnellwüchsige und fruchtbare Fleischrasse der Hausziege, die ihren Ursprung in Südasien hat. Schwerpunkte der Haltung sind der Nordosten Indiens und Bangladesch.

## Beschreibung
Die Schwarze Bengalenziege ist eine kleine bis zwergwüchsige Ziegenrasse mit meist schwarzem Fell. Sie hat kurze Hörner und Bart bei beiden Geschlechtern und kurze, horizontal anliegende Ohren. Varianten mit braunem, weißem oder grauem kurzhaarigem Fell werden entsprechend Brown Bengal, White (Bearded) Bengal oder Grey Bengal genannt, gehören aber derselben Rasse an. Größe und Gewicht schwanken erheblich mit Schulterhöhen zwischen knapp unter 50 bis knapp unter 60 Zentimeter und einem Gewicht von 15 bis 32 Kilogramm bei adulten Böcken. Adulte Geißen haben Schulterhöhen von 50 bis 55 Zentimeter und Gewichte zwischen 14 und 20 Kilogramm.

## Nutzung

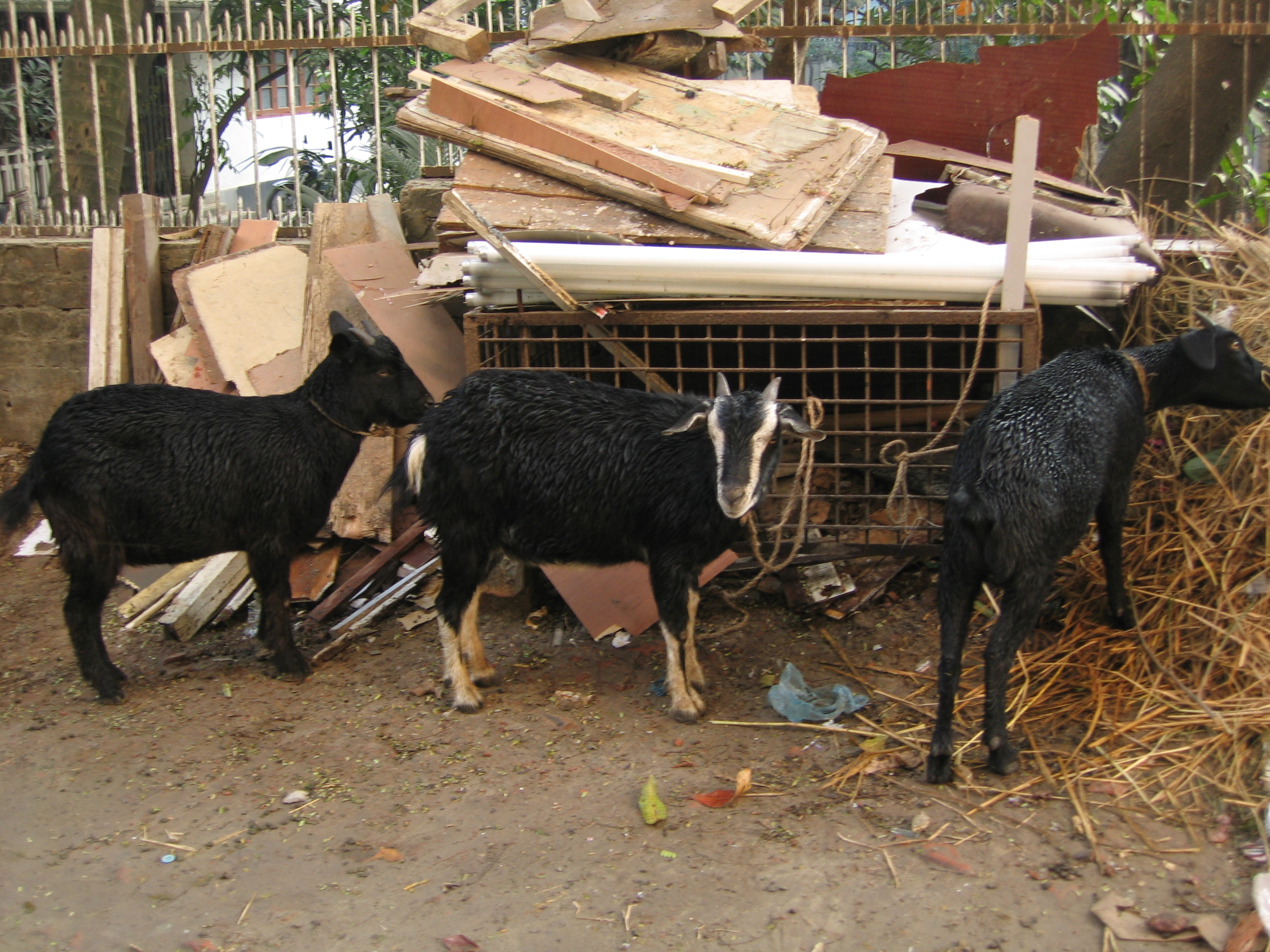
Schwarze Bengalenziegen vor dem Opferfest in Dhaka, Bangladesch, 2007

Die Schwarze Bengalenziege ist eine schnellwüchsige und fruchtbare Rasse der Hausziege. Sie wird in ihrem Verbreitungsgebiet, dem Nordosten Indiens mit den Bundesstaaten Westbengalen, Bihar und Odisha sowie Bangladesch, als Lieferant für Fleisch und Leder gehalten. Das Leder gilt als besonders hochwertig und erzielt gute Preise. Während der 110 bis 127 Tage währenden Laktationsperiode gibt die Schwarze Bengalenziege nur 54 bis 62 Kilogramm Milch. Sowohl die Dauer der Laktation als auch die Milchmenge sind stark von Menge und Qualität des Futters abhängig und schwanken entsprechend.
In Indien ist die Schwarze Bengalenziege die mit Abstand am häufigsten gehaltene der 23 anerkannten Ziegenrassen, mit mehr als zwei Drittel des Bestands oder fast 20 Millionen Tieren am Ende des 20. Jahrhunderts. Eine noch deutlich größere Bedeutung hat die Schwarze Bengalenziege in Bangladesch. Sie war im Jahr 2000 die einzige in Bangladesch anerkannte Ziegenrasse mit 34 Millionen Tieren, das waren 57 Prozent des Viehbestands. In den drei Jahrzehnten zuvor war der Rinderbestand kontinuierlich mit etwa 0,2 Prozent pro Jahr zurückgegangen, während der Ziegenbestand jährlich um zehn Prozent zunahm. Diese geringere Bedeutung der Großviehhaltung spiegelte auch die Bevölkerungsentwicklung wider, mit einer raschen Zunahme der äußerst armen Landbevölkerung, die sich vielfach keine Rinderhaltung leisten kann. Ziegen können nötigenfalls ohne zugekauftes Futter gehalten und von den Kindern der Familie versorgt werden. Dabei ist auch von Bedeutung, dass es in Bangladesch keine Tradition des Anbaus von Futterpflanzen gibt. Landwirtschaftliche Anbauflächen werden für den Anbau menschlicher Nahrungsmittel genutzt, allerdings ist der Anbau von Bäumen als Futterpflanzen für Ziegen in den letzten Jahrzehnten zunehmend populär geworden. 1997 betrug die Produktion von Ziegenfleisch in Bangladesch 116.000 Tonnen, das waren etwa 25 Prozent der Gesamtproduktion von Rind-, Schaf- und Ziegenfleisch. Dabei ist Ziegenfleisch teurer als das Fleisch anderer Tiere, einschließlich Geflügel, das Fleisch der Schwarze Bengalenziege gilt aber auch als besonders hochwertig.

## Reproduktion
Junge Ziegen erreichen in einem Alter von sieben bis siebeneinhalb Monaten und bei einem Gewicht von achteinhalb bis neun Kilogramm die Geschlechtsreife. Der erste Wurf erfolgt im Alter von 13 bis 14 Monaten und bei einem Gewicht von 15 bis 16 Kilogramm. Auf durchschnittlich 1,24 bis 1,68 Deckakte folgt eine Trächtigkeit. Der Abstand zwischen zwei Würfen schwankt in Abhängigkeit von Menge und Qualität des Futters zwischen 177 und 192 Tagen. In einem Jahr werden 70 bis 85 Prozent der Geißen trächtig. Die Würfe, meist drei Würfe in zwei Jahren, umfassen ein bis vier Lämmer, wobei am häufigsten Zwillingsgeburten auftreten und die durchschnittliche Zahl der Lämmer in einem Wurf von der ersten bis zur vierten Trächtigkeit von 1,3 auf 2,2 ansteigt. Das Geburtsgewicht liegt bei etwa 0,9 bis 1,7 Kilogramm, mit starken regionalen Schwankungen. Nach einem Jahr haben die Lämmer ein Schlachtkörpergewicht von 11 bis 13 Kilogramm erreicht. Die Sterblichkeit der Lämmer schwankt zwischen 6,5 und 35 Prozent, auch hier ist die Fütterung der Muttertiere der ausschlaggebende Faktor.
Seit dem Ende des 20. Jahrhunderts gab es wiederholt Versuche, die Eigenschaften der Schwarzen Bengalenziege weiter zu verbessern. Ein Ansatz beinhaltete die züchterische Auslese hin zu einem rascheren Wachstum und zu einem höheren Schlachtgewicht, die zu geringfügigen Wertsteigerungen führten. Dem standen Versuche gegenüber, durch die Kreuzung mit der großwüchsigen Rasse Jamnapuri Verbesserungen zu erreichen. Diese Kreuzungen erbrachten deutliche Leistungssteigerungen, die entstandenen Hybriden waren aber keine Rasseziegen mehr. Die gegenwärtig in Bangladesch verfolgte Politik ist die Zucht von Böcken besonders leistungsfähiger Zuchtlinien, die in dezentralen buck parks permanent verfügbar sein sollen und die zum Decken von Ziegen bereitstehen oder deren Samen an Halter von Ziegen abgegeben wird. Die Einrichtung und Unterhaltung dieser Zuchtstätten ist erfolgreich, indem sie nur gesunde Böcke zur Fortpflanzung kommen lassen, von den Haltern die planmäßige Zucht einfordern und Inzuchtschäden vermeiden helfen.

## Gefährdete Nutztierrasse
Die über Jahrzehnte stark zunehmende Ziegenhaltung in Bangladesch war auch dadurch charakterisiert, dass die Halter weder über die Sachkunde verfügten noch die Mittel hatten, die Reinrassigkeit ihrer Ziegen zu sichern. In zunehmendem Umfang kam es zu Zufallskreuzungen, mit der Folge unerwünschter Hybridisierung und Inzucht. Es war zu befürchten, dass mit der Zeit auch eine häufig gehaltene Rasse wie die Schwarze Bengalenziege bedroht wäre. Bei den Bemühungen zum Erhalt der Rasse setzt man in Bangladesch auf Buck Parks, Haltungen von reinrassigen Zuchtböcken, die oft von lokalen Genossenschaften der Ziegenhalter betrieben werden. Die Bereitstellung rassetypischer Böcke zum Decken der Ziegen der Genossenschaftsmitglieder soll der Beeinträchtigung der Rasse durch Zufallskreuzungen entgegenwirken.

## Varianten
- Assam Hill oder Khasi ist eine im Nordosten Indiens beheimatete weiße oder schwarze langhaarige Varietät der Schwarzen Bengalenziege.[17]
- Teddy, eine in Pakistan und im nordöstlichen Punjab verbreitete zwergwüchsige Milchrasse mit oder ohne Hörner und mit schwarzem, braunem, weißem oder geschecktem Fell, stammt wahrscheinlich von der Black Bengal ab.[18]